# Parcs nacionals del Brasil
Els parcs nacionals del Brasil estatals i municipals són àrees protegides per llei. Aquestes àrees generalment agrupen un o més ecosistemes on els atractius turístics són significatius, com també els aspectes d'interès científic i educatiu. Aquests parcs del Brasil són de domini públic, amb visita permesa i controlada per l'administració pública (federal, estatal i municipal). Els parcs nacionals són 68 a les diferents regions del país.

## Regió Nord
- Acre:
  - da Serra do Divisor, creat pel decret 97.839 (16/06/1989), amb 605.000 ha.
- Amapá:
  - do Cabo Orange, creat pel decret 84.913 (1507/1980), amb 619.000 ha.
  - das Montanhas do Tumucumaque (AP-PA), creat per la portaria 182/02-N (31/12/2002), amb 3.882.121 ha.
- Amazonas:
  - da Amazônia (AM-PA) creat pel decret 73.683 (19/02/1974), amb 994.000 ha.
  - das Anavilhanas, creat pel decret 86.061 (02/06/1981), amb 350.018 ha
  - Parque Nacional do Jaú creat pel decret 85.200 (24/09/1980), amb 2.272.000 ha.Parque do Jaú.

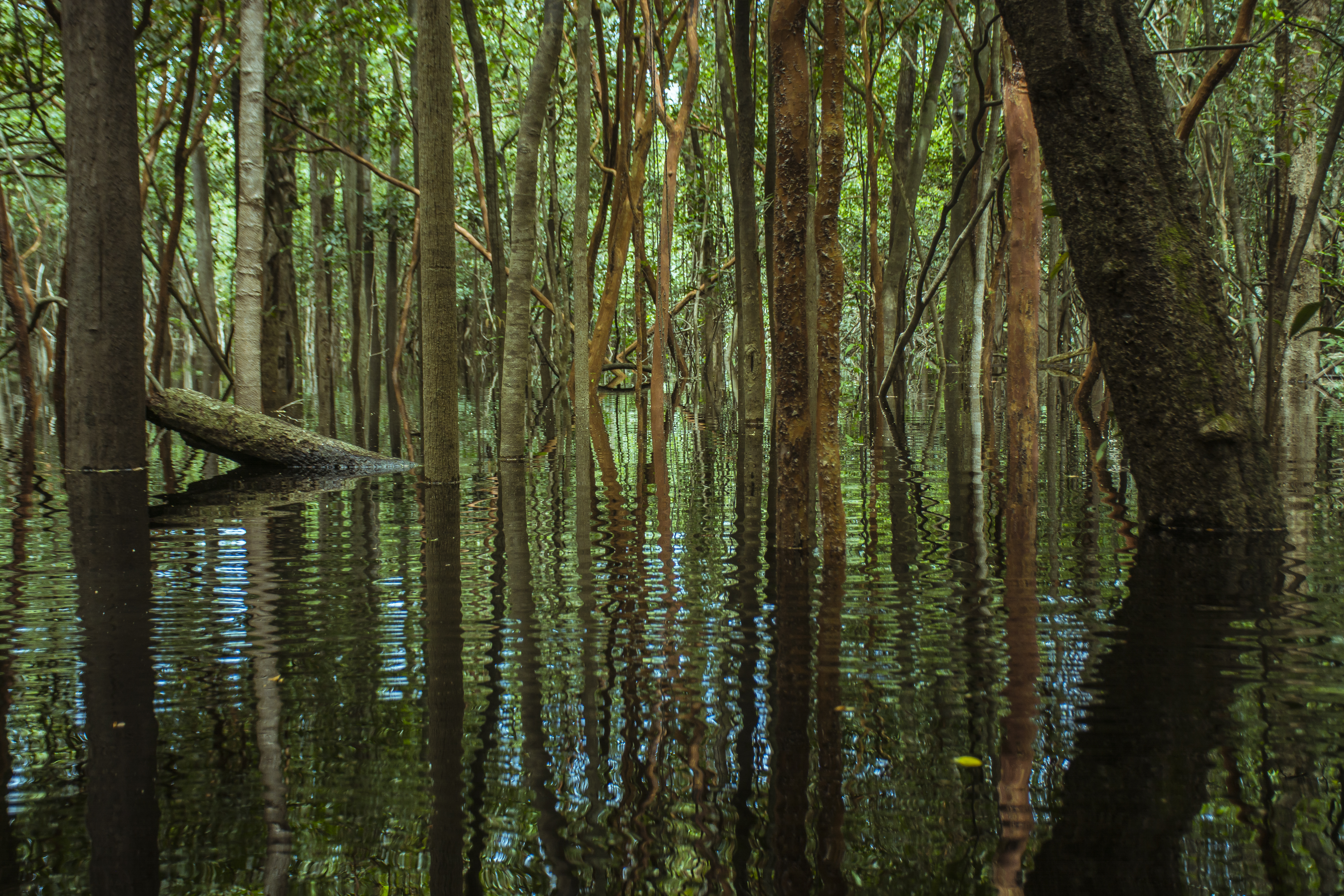
Parque do Jaú.

  - do Pico da Neblina creat pel decret 83.550 (05/06/1979),amb 2.200.000 ha.
- Pará:
  - da Amazônia (AM-PA).
  - das Montanhas do Tumucumaque (AP-PA).
  - da Serra do Pardo, creat el 2005,amb 447 343 ha.
- Rondônia:
  - de Pacaás Novos, creat pel decret 84.019 (21/09/1979), amb 764.801 ha.
  - da Serra da Cutia, creat el 2001,amb 284 910 ha.
- Roraima:
  - do Monte Roraima, creat pel decret 97.887 (26/06/1989), amb 116.000 ha.
  - do Viruá, creat el 1998, amb 215.917 ha.
  - Serra da Mocidade, creat el 29/04/1998, amb 80.560 ha.
- Tocantins:
  - do Araguaia, creat pel decret 47.570 (31/12/1959),amb 562.312 ha.
  - das Nascentes do Rio Parnaíba (PI-MA-BA-TO), creat el 16/07/2002, amb 729.800 ha.

## Regió Nord-est
- Bahia:
  - dos Abrolhos: parc marí, creat pel decret 88.218 (06/04/1983),amb 91.300 ha.
  - da Chapada Diamantina, creat pel decret 91.655 (17/09/1985), amb 152.000 ha.
  - Parque Nacional Costa do Descobrimento, creat el 20/04/1999, amb 21 129 ha.
  - Grande Sertão Veredas (MG-BA), creat pel decret 97.658 (12/04/1989),amb 83.363 ha.
  - de Monte Pascoal, creat pel decret 242 (29/11/1961),amb 22.500 ha.

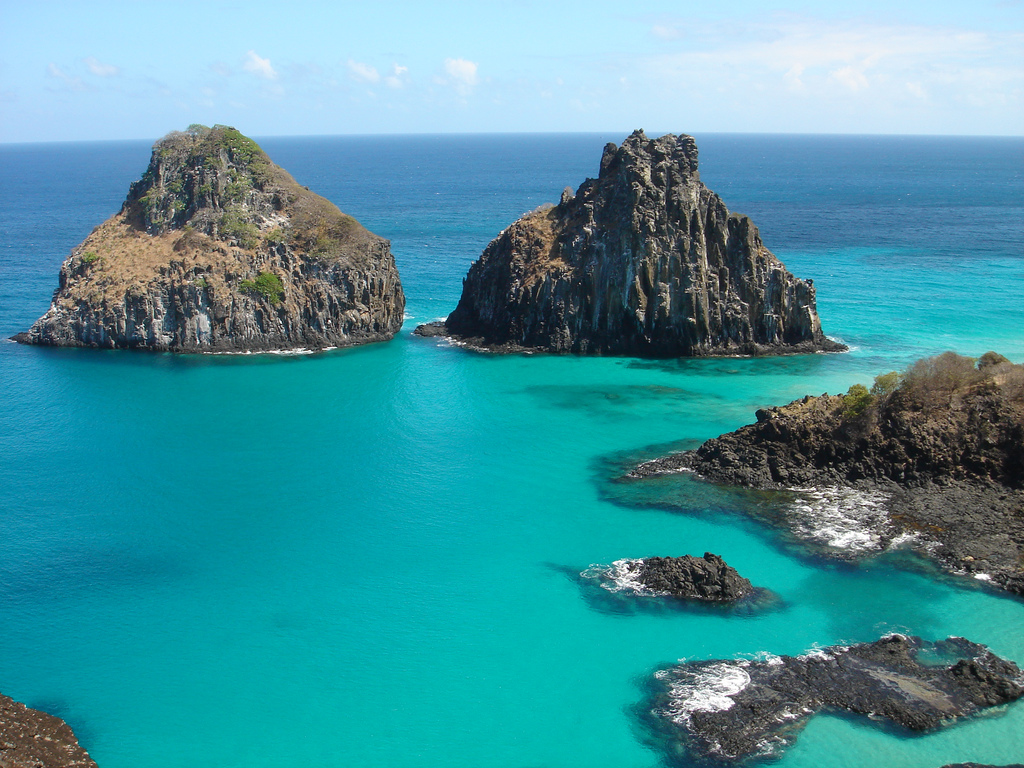
Fernando de Noronha

  - das Nascentes do Rio Parnaíba (PI-MA-BA-TO).
  - Pau Brasil, criat el 20/04/1999, amb 11.538 ha.
- Ceará:
  - de Jericoacoara, creat per la portaria 159/02-N (23/09/2002), amb 6 295 ha.
  - de Ubajara: el menor de tots, amb 563 ha, creat pel decret 45.954 (30/04/1959).
- Maranhão:
  - Chapada das Mesas, creat pel decret (12/12/2005), amb 160.046 ha. [1] [2]
  - dos Lençóis Maranhenses, creat pel decret 86.060 (02/06/1981),amb 155.000 ha.
  - das Nascentes do Rio Parnaíba (PI-MA-BA-TO).
- Pernambuco:
  - do Catimbau, criado pelo decreto 913/12 (2002), com 62.300 ha.
  - Parque Nacional de Fernando de Noronha, parc marí creat pel decret 96.693 (14/09/1988),amb 11.270 ha. Forma part del Patrimoni Mundial de la Humanitat declarat per la UNESCO el 2001.Fernando de Noronha
- Piauí:
  - das Nascentes do Rio Parnaíba (PI-MA-BA-TO).
  - Parc nacional de Serra da Capivara: jaciment arqueològic, és l'únic a la caatinga, creat pel decret 83.548, el 05 de juny de 1979,amb 120.140 ha.Forma part de Patrimoni de la Humanitat inscrit per la UNESCO el 1991.
  - da Serra das Confusões, creat el 02/10/1998,amb 504.411 ha.
  - de Sete Cidades, creat pel decret 96.693 (14/09/1988), amb 11.270 ha.
- Sergipe:
  - Serra de Itabaiana

## Regió Centre-Oest
- Distrito Federal:
  - de Brasília, creat pel decret 241 (29/11/1961), amb 2.800 ha.
- Goiás:
  - Parc Nacional de les Emas, formació de cerrado, creat pel decret 49.874 (01/11/1974), amb 131.868 ha.
  - Parque Nacional Chapada dos Veadeiros, creat pel decret 49.875 (01/11/1961),amb 60.000 ha.Chapada dos Veadeiros
- Mato Grosso:

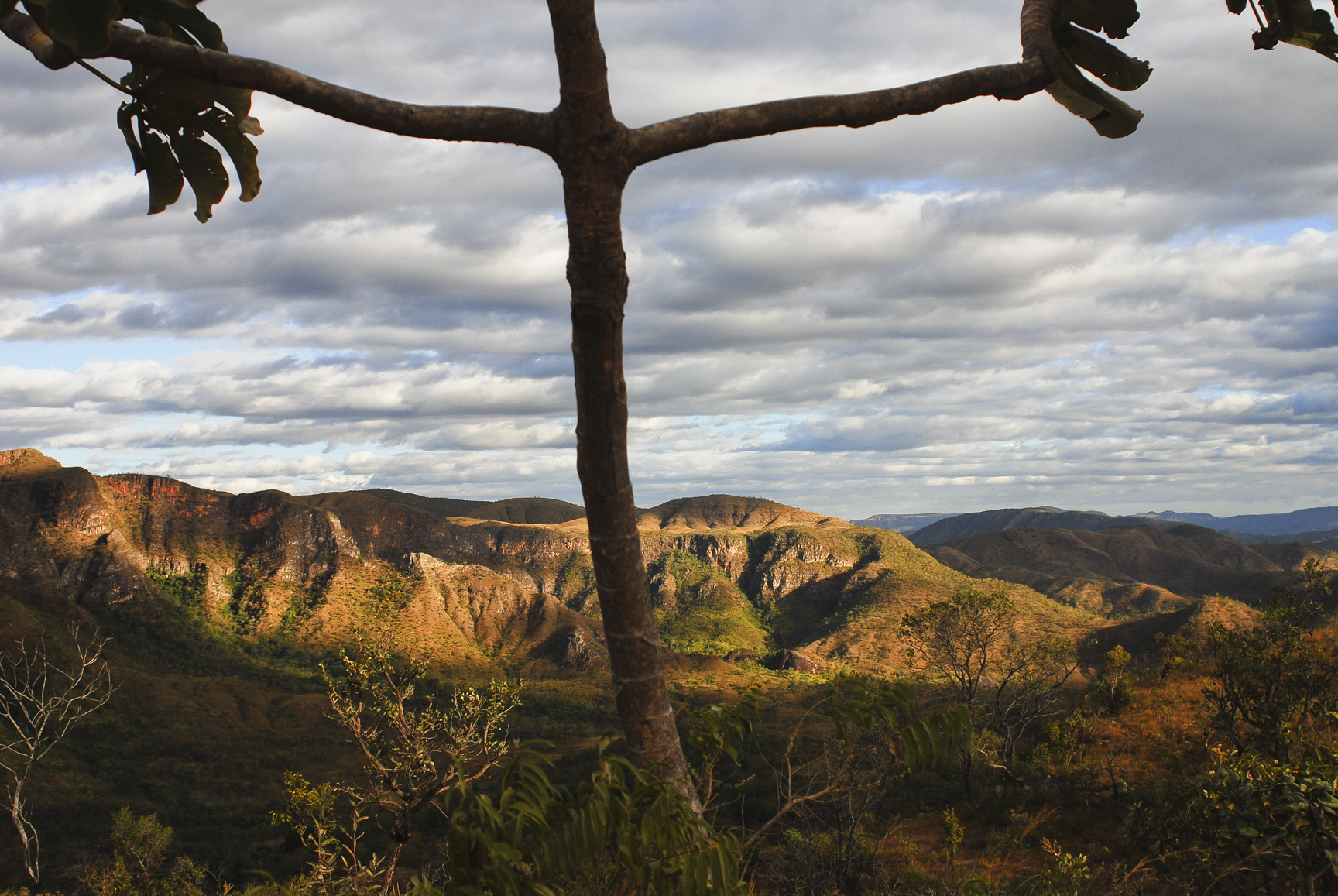
Chapada dos Veadeiros

  - do Pantanal Matogrossense (MT-MS), creat pel decret 68.691 (28/05/1971),amb 135.000 ha.
  - Chapada dos Guimarães, creat pel decret 97.656 (04/12/1989),amb 33.000 ha.
  - Parque Nacional do Juruena, localitzat als Estats de Mato Grosso i Amazones, creat pel Decret sense número 5 de juny de 2006, amb una àrea d'1.957.000 hectarees.
- Mato Grosso do Sul:
  - de Ilha Grande (PR-MS), creat el 30/09/1997, amb 78.875 ha.
  - do Pantanal Matogrossense (MT-MS).
  - da Serra da Bodoquena, creat el 21/09/2000, amb 76.400 ha.

## Região Sudeste
- Espírito Santo:
  - do Caparaó, ES-MG, creat pel decret 50.646 (24/05/1961),amb 26.200 ha.
  - da Pedra Azul, amb 131.868 ha
  - dos Pontões Capixabas, creat el 19/12/2002,amb 17.492 ha.
- Minas Gerais:
  - Cavernas do Peruaçu, creat per la portaria 96 de 17 de desembre de 2004, amb 56.650 ha.
  - Grande Sertão Veredas (MG-BA).
  - das Sempre Vivas, creat el 13/12/2002, amb 124.554 ha.
  - da Serra da Canastra, creat pel decret 70.355 (03/04/1972),amb 200.000 ha.
  - da Serra do Cipó, creat pel decret 90.233 (25/09/1984), amb 31.010 ha.
  - do Caparaó, ES-MG.
  - do Itatiaia, RJ-MG, a la Serra da Mantiqueira. Itatiaia, en tupi, significa "pedra plena d'arestes". Creat pel decret 1.713 (14/06/1937), amb 30.000 ha.
- Rio de Janeiro:
  - do Itatiaia, RJ-MG.
  - da Restinga de Jurubatiba,creat per la portaria 97/02-N (06/08/2002), amb 14.860 ha.
  - Parc Nacional Serra da Bocaina (SP-RJ), creat pel decret 49.874 (01/11/1974), amb 131.868 ha.
  - da Serra dos Órgãos, fantàstic per alpinisme i excursions. Berço do "Dedo de Deus" i d'altres formacions de relleu, creat pel decret 1.822 (30/11/1939),amb 11.800 ha. a la serra dos Órgãos.Parc de la Serra dos Órgãos

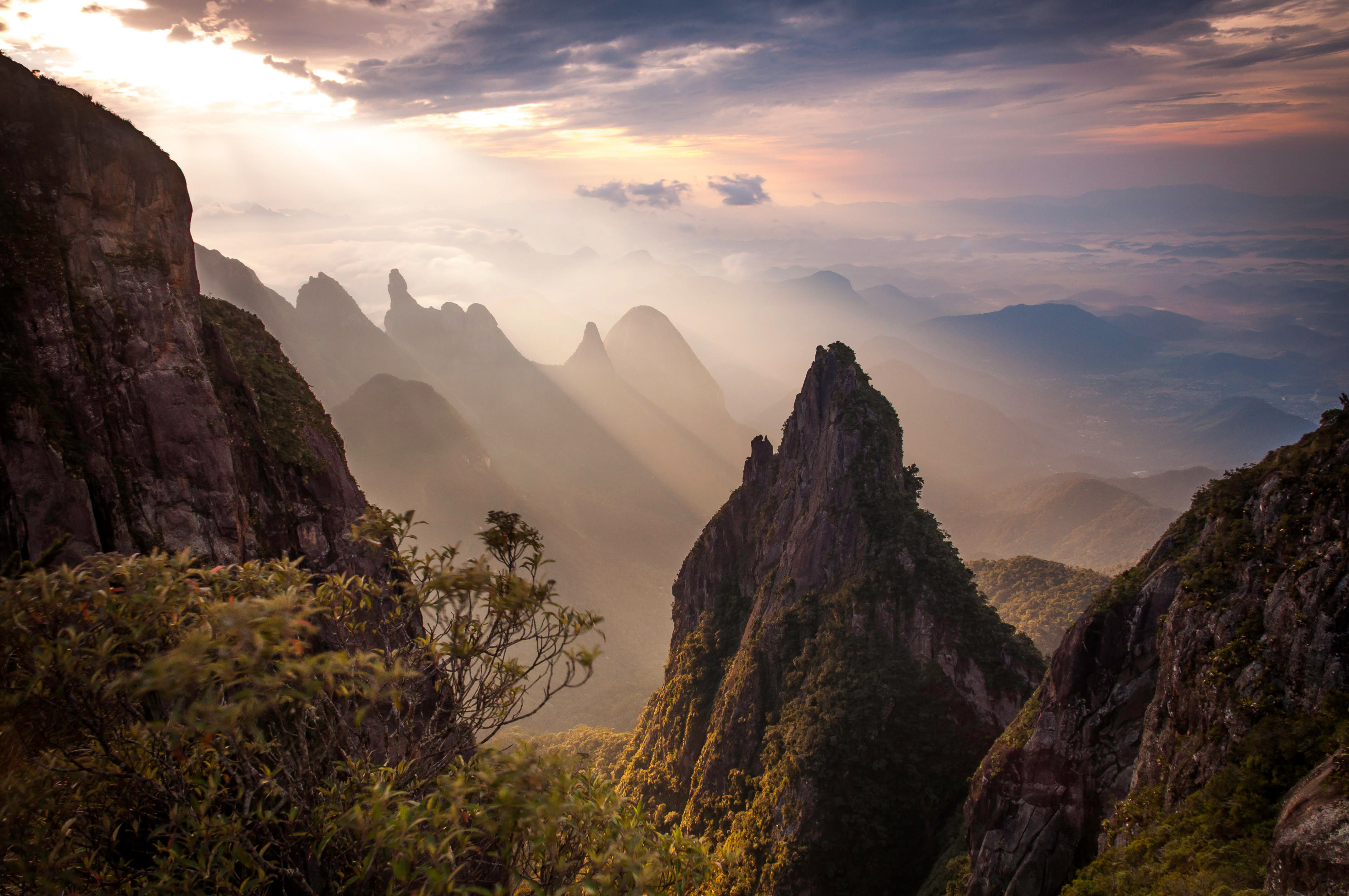
Parc de la Serra dos Órgãos

  - Parc Nacional de Tijuca, creat a partir d'una área expropiada i reflorestada a partir de 1881 per iniciativa de Pere II del Brasil. El parc actual fou creat pel decret 50.923 (07/06/1961), amb 3 972 ha. des de 1991 està declarat com a de la Reserva de la Biosfera.
- São Paulo
  - da Serra da Bocaina (SP-RJ), creat pel decret 49.874 (01/11/1974), amb 131.868 ha.

## Regió Sud
- Paraná:
  - Parc Nacional de l'Iguaçu, amb les Cascades de l'Iguaçú, creat pel decret 1.035 (10/01/1939), amb 170.000 ha, forma part del Patrimoni de la Humanitat per la UNESCO, inscrit el 1986.
  - de Ilha Grande (PR-MS), creat el 30/09/1997, amb 78.875 ha.
  - de Saint-Hilaire/Lange, creat per la llei 10.227 (23/05/2001), amb 24.500 ha.
  - de Superagüi, creat pel decret 97.688 (25/04/1989), amb 21.000 ha.Superagui
- Rio Grande do Sul:

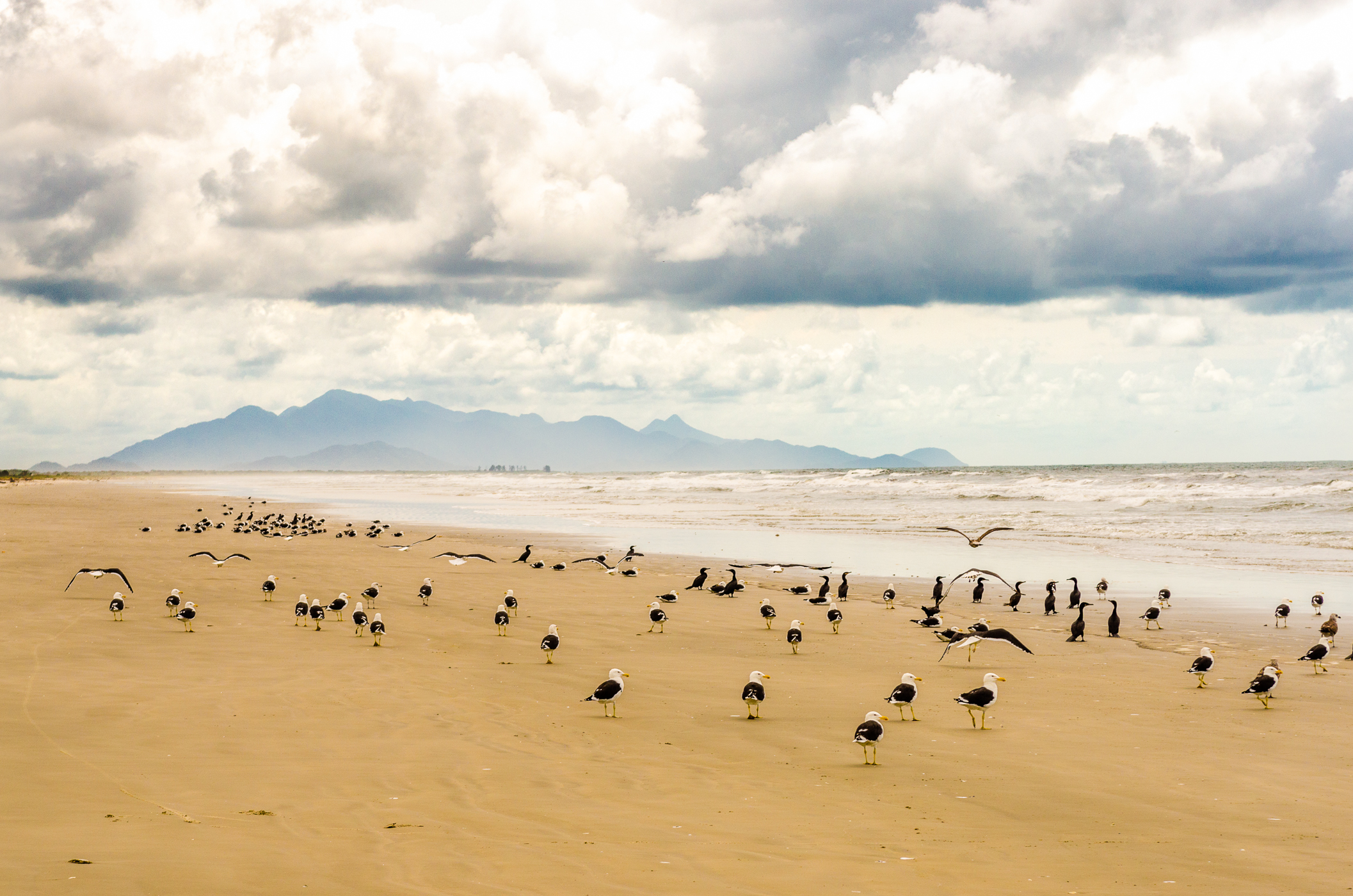
Superagui

  - Aparados da Serra (RS-SC), creat pel decret 47.446 (07/12/1959), amb 10.250 ha, on es troba el Itaimbézinho, un dels majors canyons del Brasil.
  - da Lagoa do Peixe, creat pel decret 93.546 (06/11/1986), amb 34.400 ha.
  - da Serra Geral, RS-SC, creat pel decret 531 (05/05/1992), amb 17.300 ha, onde estão se destacam cânions como o Fortaleza, o Churriado e o Malacara.
- Santa Catarina:
  - São Joaquim, creat pel decret 50.922 (06/07/1961), amb 49.300 ha.
  - da Serra do Itajaí, creat el 04/06/2004, amb 57.374 ha.
  - da Serra Geral, RS-SC, creat pel decret 531 (05/05/1992), amb 17.300 ha.
  - das Araucárias, amb 12.841 hectares, creat l'octubre de 2005.
  - Aparados da Serra (RS-SC), creat pel decret 47.446 (07/12/1959), amb 10.250 ha, on es troba o Itaimbézinho, un dels majors cânions del Brasil.